# Федеративная улица (Руза)
Федеративная улица — одна из улиц в центральной (исторической) части города Руза Московской области. В дореволюционный период улица носила название Московская.

## Описание
Федеративная улица берет свое начало от пересечения с Волоколамским шоссе и далее уходит в восточном, а позднее в северо-восточном направлении. Заканчивается улица переходя в трассу А-108. По ходу движения с начала улицы её пересекают переулок Урицкого и Ульяновская улица. По ходу движения с начала улицы справа примыкает улица Солнцева.
Нумерация домов по Федеративной улице идет со стороны Волоколамского шоссе.
На всем своем протяжении улица Федеративная является улицей с двусторонним движением.
Почтовый индекс Федеративной улицы в городе Руза Московской области — 143103.

## Примечательные здания и сооружения

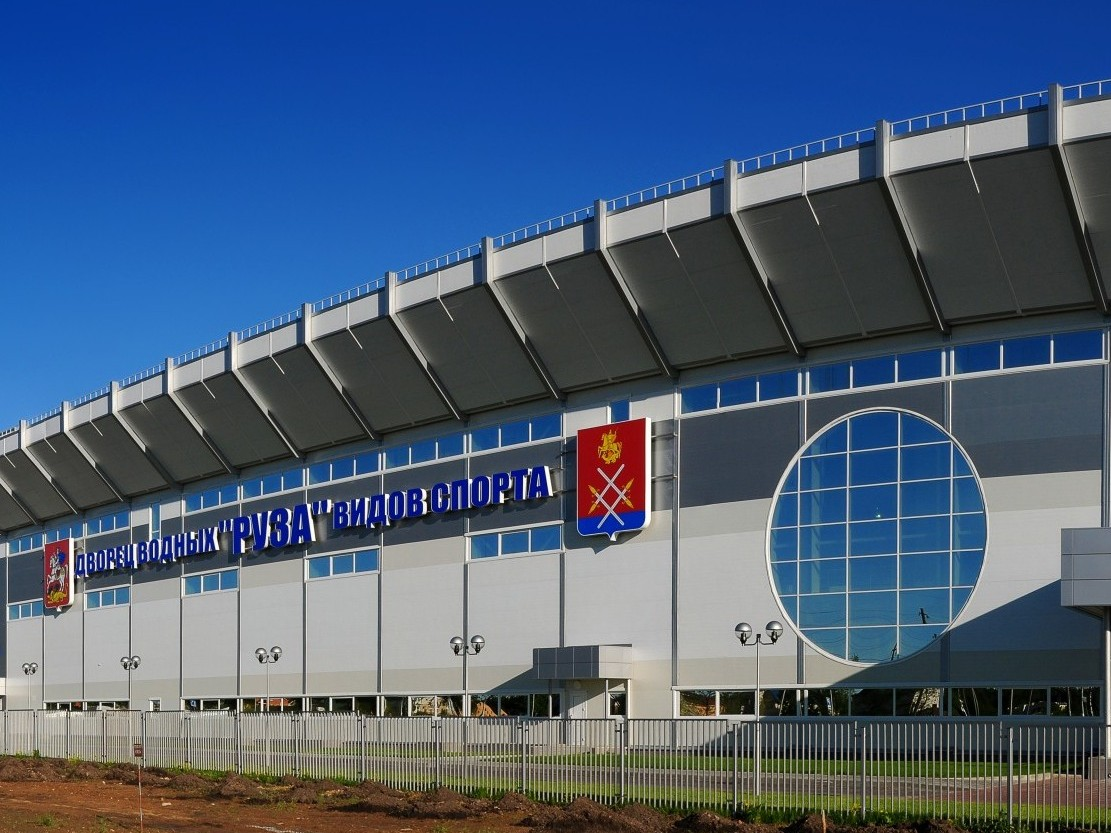
Дворец водных видов спорта «Руза»

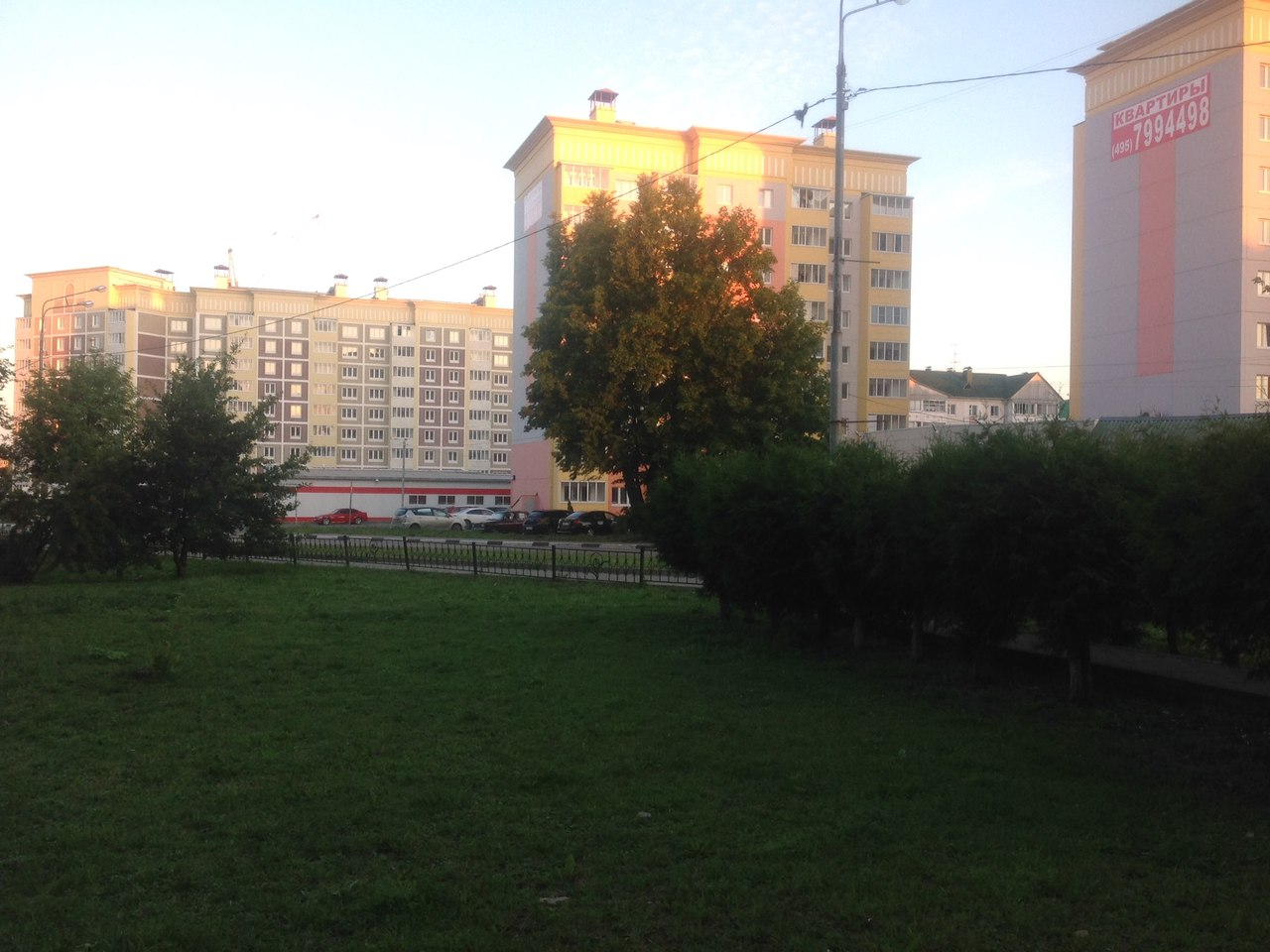
ЖК «Федеративный» На Федеративной улице

- Муниципальное бюджетное учреждение культуры Рузского городского округа Московской области «Центр культуры и искусств» — Волоколамское шоссе, владение 2[3].
- Георгиевский пруд со сквером — пересечение переулка Урицкого, Революционной улицы и Демократического переулка.
- Администрация Рузского городского округа — улица Солнцева, владение 11[4].
- Автостанция города Руза — Федеративная улица, владение 17.
- Рузский отдел ЗАГС — Федеративная улица, владение 11[5].
- Галерея современной керамики — территория Микрорайон, владение 10.
- Государственное автономное учреждение Многофункциональный спортивный комплекс Дворец водных видов спорта «Руза» — Северный микрорайон, владение 10. Дворец был открыт в 2009 году[6][7].

## Транспорт
По Федеративной улице осуществляется движение общественного транспорта. Здесь проходят городские автобусные маршруты № 24, № 25 и № 21.